# Emirates Cup 2013
Navigation
Édition précédente Édition suivante
L’édition 2013  de l'Emirates Cup remportée par l'équipe de Galatasaray (Turquie) est la 6e de cette compétition de football amicale organisée par Arsenal. Non organisée en 2012 en raison des Jeux olympiques d'été, l'Emirates Cup a lieu les 3 et 4 août 2013 à l'Emirates Stadium. 
Contrairement à l'édition 2011, un point sera attribué par but marqué, comme lors des éditions 2007 à 2010.

## Classement final
| Rang | Équipe      | Pts | J | G | N | P | Bp | Bc | Diff |
| ---- | ----------- | --- | - | - | - | - | -- | -- | ---- |
| 1    | Galatasaray | 9   | 2 | 2 | 0 | 0 | 3  | 1  | +2   |
| 2    | FC Porto    | 6   | 2 | 1 | 0 | 1 | 3  | 2  | +1   |
| 3    | Arsenal     | 4   | 2 | 0 | 1 | 1 | 3  | 4  | -1   |
| 4    | SSC Naples  | 4   | 2 | 0 | 1 | 1 | 3  | 5  | -2   |

## Journée

### 1erjour
| Samedi 3 août 2013 | Galatasaray     | 1 - 0   | FC Porto | Emirates Stadium, Londres                       |                                                 |
| 14:00 WEST         | Melo 71e (pen.) | (0 - 0) |          | Spectateurs : 59 554 Arbitrage : Andre Marriner | Spectateurs : 59 554 Arbitrage : Andre Marriner |
| 14:00 WEST         | Rapport         |         |          | Spectateurs : 59 554 Arbitrage : Andre Marriner | Spectateurs : 59 554 Arbitrage : Andre Marriner |

| Samedi 3 août 2013 | Arsenal                    | 2 - 2   | SSC Naples              | Emirates Stadium, Londres                     |                                               |
| 16:20 WEST         | Giroud 72e · Koscielny 86e | (0 - 2) | 7e Insigne · 28e Pandev | Spectateurs : 59 554 Arbitrage : Kevin Friend | Spectateurs : 59 554 Arbitrage : Kevin Friend |
| 16:20 WEST         | Rapport                    |         |                         | Spectateurs : 59 554 Arbitrage : Kevin Friend | Spectateurs : 59 554 Arbitrage : Kevin Friend |

### 2ejour
| Dimanche 4 août 2013 | SSC Naples        | 1 - 3   | FC Porto                                             | Emirates Stadium, Londres                       |                                                 |
| 14:00 WEST           | Pandev 45e (pen.) | (1 - 0) | 50e Ghilas · 68e (csc) Federico Fernández · 78e Licá | Spectateurs : 59 608 Arbitrage : Anthony Taylor | Spectateurs : 59 608 Arbitrage : Anthony Taylor |
| 14:00 WEST           | Rapport           |         |                                                      | Spectateurs : 59 608 Arbitrage : Anthony Taylor | Spectateurs : 59 608 Arbitrage : Anthony Taylor |

| Dimanche 4 août 2013 | Arsenal     | 1 - 2   | Galatasaray           | Emirates Stadium, Londres                      |                                                |
| 16:20 WEST           | Walcott 40e | (1 - 0) | 78e (pen.) 87e Drogba | Spectateurs : 59 608 Arbitrage : Jonathan Moss | Spectateurs : 59 608 Arbitrage : Jonathan Moss |
| 16:20 WEST           | Rapport     |         |                       | Spectateurs : 59 608 Arbitrage : Jonathan Moss | Spectateurs : 59 608 Arbitrage : Jonathan Moss |